# Poetae Comici Graeci

Poetae Comici Graeci (PCG) est le titre d'un recueil de fragments de la comédie grecque antique édité par Rudolf Kassel (de) et Colin Austin (en).

## Présentation
L'entreprise en neuf tomes remplace les anciens recueils Fragmenta Comicorum Graecorum d'August Meineke (1839-1857), Comicorum Atticorum Fragmenta de Theodor Kock (de) (1880-1888) et Comicorum Graecorum Fragmenta de Georg Kaibel (1899).
Huit tomes ont été publiés par l'éditeur Walter de Gruyter de 1983 à 2001.
Le volume VI 2 (Menander) a été élu comme l'un des livres internationaux de l'année 1998 par le Times Literary Supplement.
Les volumes III 1 et VI 1 (manuscrits survivants des pièces d'Aristophane, découverte papyrologique des pièces de Ménandre) sont encore à paraître. Rudolf Kassel et Stephan Schröder (de) travaillent actuellement sur le volume VI 1.

## Liste des volumes parus
- vol. I : Comoedia Dorica, mimi, phlyaces, 2001
- vol. II : Agathenor – Aristonymus, 1991
- vol. III 2 : Aristophanes. Testimonia et fragmenta, 1984
- vol. IV : Aristophon – Crobylus, 1983
- vol. V : Damoxenus – Magnes, 1986
- vol. VI 2 : Menander. Testimonia et fragmenta apud scriptores servata, 1998
- vol. VII : Menecrates – Xenophon, 1989
- vol. VIII : Adespota, 1995